# Cobra Firearms
A Cobra Firearms também conhecida como Cobra Arms e oficialmente Cobra Enterprises of Utah, Inc. era uma fabricante Norte americana de armas de fogo, localizada em Salt Lake City, Utah, especializada em derringers, revólveres e pistolas de pequeno porte e baixo custo.

## Histórico
A Cobra Arms tem suas origens na Davis Industries, um dos seis fabricantes de armas da área de Los Angeles que produziu milhões de armas curtas baratas nas décadas de 1980 e 1990. Essas armas eram muitas vezes eram chamadas de "Saturday Night Specials", um apelido pejorativo que indicava uma arma barata descartável usada por criminosos.
A Davis e as outras empresas acabaram fechando devido a processos judiciais crescentes sobre o projeto perigoso de suas armas e sua frequente utilização em crimes. Depois de entrar com pedido de falência em 1999, alguns dos ativos da Davis foram adquiridos por uma empresa recém-formada chamada Cobra.
O ex-presidente da Davis, Jimmy Davis, afirmou em 2003 que era proprietário de 33% da Cobra e que a nova empresa comprou maquinário, armas e peças de Davis. A Cobra passou a fabricar os mesmos tipos de armas que a Davis fazia. Na década de 2010, a Cobra fabricou uma média de cerca de 45.000 armas por ano, o que a classificava regularmente entre os 20 maiores fabricantes de armas de fogo dos EUA.
A Cobra Arms está portanto relacionada às empresas "Ring of Fire" de fabricantes de armas de fogo baratas e pode ser uma reencarnação da Raven Arms e possivelmente da Davis Industries.
A Cobra Enterprises of Utah, Inc. entrou com pedido de concordata (capítulo 7), em 24 de fevereiro de 2020.
A produção da Derringer foi assumida pela Bearman Industries.

## Produtos
A Cobra Arms fabricava e vendia principalmente pistolas de bolso e derringers em .22 LR, .32 ACP e .380 ACP. No entanto, eles também comercializavam pistolas maiores de 9mm e .45 ACP. Todas as pistolas são feitas de uma liga de Zamak, salvo indicação em contrário.

### Derringers
- As séries Cobra Arms Classic são construídas em .22LR, .22 Mag, .25ACP e .32Auto,[6]
- Cobra Arms Titan, uma derringer de aço inoxidável em 45 Colt Long e .410 bore,[7]
- Cobra Arms Big Bore[8] e Long Bore Derringers[9] são construídos em .22 Mag, 32 H&R Mag, .380 ACP, .38 Special e 9mm, Long Bore são canos mais longos.

### Semiautomáticas
- Cobra Arms CA, pistols em .32 ACP ou .380 ACP[10]
- Cobra Arms Denali/New Denali em .380 ACP[11]
- As séries Cobra Arms Freedom são pistolas em .32acp ou .380 ACP[12]
- Cobra Arms Patriot Series, pistolas de polímero em .380 ACP, 9mm[13] e 45 Auto,[14] a série Patriot, foi adquirida quando a Cobra Arms assumiu a Republic Arms, uma empresa separada, mas relacionada.

### Revólveres
- Cobra Arms Shadow .38 Spl revólver Snubnosed leve com uma estrutura de polímero e cano e cilindro de aço inoxidável.[15]